# Ventrifossa macroptera
Ventrifossa macroptera is een straalvinnige vissensoort uit de familie van rattenstaarten (Macrouridae). De wetenschappelijke naam van de soort is voor het eerst geldig gepubliceerd in 1982 door Okamura.